# Alpico交通20100型電聯車
Alpico交通20100型電聯車（日语：／ Alpico Kōtsū 20100-gata densha）是Alpico交通的上高地線使用的電聯車，也是該公司時隔22年再度引入的新型車輛。20100型是為了替代自1999年開始服役的松本電氣鐵道3000型電車，而由東武鐵道轉讓的東武20000系20000型及20050型電聯車改裝而成的車輛，並於2022年3月25日將首輛編組投入使用。而本型車則在2023年至2025年3月間陸續引進其餘的3個編組。

## 規格與構造
本型車編組中的MoHa 20100型以東武20000系的20050型中間車進行改造，KuHa 20100型則以20000型的中間車進行改造。由於上述兩種車輛在上高地線上會轉變成前頭車進行運轉，因此負責改造的京王重機整備皆在車頭加裝駕駛室。
本型車所有編組的車頭均採用與3000型電聯車相同的配色，在白色的車頭正面上漆上紫色、粉紅色、山吹色、綠色及紅色的條紋，並搭配「Highland Rail」的標誌，形成Alpico交通具代表性的Alpico色；正面的窗戶周圍塗成黑色，並在車頭的上半部安裝前照燈與尾燈。車廂內部牆壁的裝飾面板全部更新，座椅更改為綠色的布料，車廂地板則改成帶有木紋的地板。